# جان بول ميندي
جان بول ميندي (بالفرنسية: Jean-Paul Mendy)‏ (مواليد 14 ديسمبر 1973) هو ملاكم فرنسي، مثّل بلاده في الألعاب الأولمبية الصيفية 1996.

## روابط خارجية
جان بول ميندي على موقع بوكس ريك (الإنجليزية) (registration required)
- جان بول ميندي على موقع أوليمبيديا (الإنجليزية)